# Aneth
Aneth es un lugar designado por el censo ubicado en el condado de San Juan en el estado estadounidense de Utah. En el año 2000 tenía una población de 598 habitantes y una densidad poblacional de 20 personas por km².

## Geografía
Aneth se encuentra ubicado en las coordenadas 37°12′20″N 109°9′52″O / 37.20556, -109.16444. Según la Oficina del Censo, la localidad tiene un área total de 30,4 km² (11,7 mi²), de la cual la mayoría, 29,5 km² (11,4 mi²), es tierra y el resto (3%) es agua.
Aneth también  es un nombre que se le llega a poner a una niña en especial pero a veces a niños.

## Demografía
Según la Oficina del Censo en 2000 los ingresos medios por hogar en la localidad eran de $17,292, y los ingresos medios por familia eran $16,563. Los hombres tenían unos ingresos medios de $35,536 frente a los $13,333 para las mujeres. La renta per cápita para la localidad era de $10,556. Alrededor del 52.0% de la población estaban por debajo del umbral de pobreza.